# 凱縣
凱縣（英語：Kay County）是美国奧克拉荷馬州北部的一個郡，北鄰堪薩斯州，面積2,448平方公里。根據2020年人口普查，本縣共有人口43,700人。本縣縣治為紐科克。

## 歷史

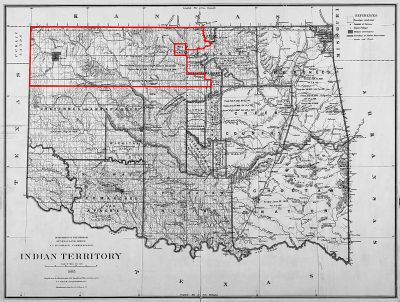
奧克拉荷馬州中的切諾基領地

凱縣一帶原本是人煙稀少的地方。南北戰爭結束後，切諾基民族不得不讓聯邦政府將其他美洲原住民部落搬遷至切諾基人的領地中。於1873年7月，卡烏族到達切諾基領地中的凱縣一帶定居。於1879年，內茲佩爾塞人遷至本縣一帶，但於1885年又遷回家鄉。
位於紐柯克以北的希洛科印第安農業學校是一間供印第安人的寄宿學校。該校在1884年開學，於1980年關閉。1950年代是該校的鼎盛時期，學校當時擁有來自126個不同印第安族的1,300名學生。
於1893年，本縣以「K縣」的名稱成立，該名稱並沒有任何特別意思。於1895年，本縣改為現名並成立了縣政府。本縣的現名是原本縣名「K縣」讀音的寫法。凱縣是州中唯一一個沒有因奧克拉荷馬州的成立而改名的縣份（僅由字母「K」改為讀音「Kay」）。

## 地理

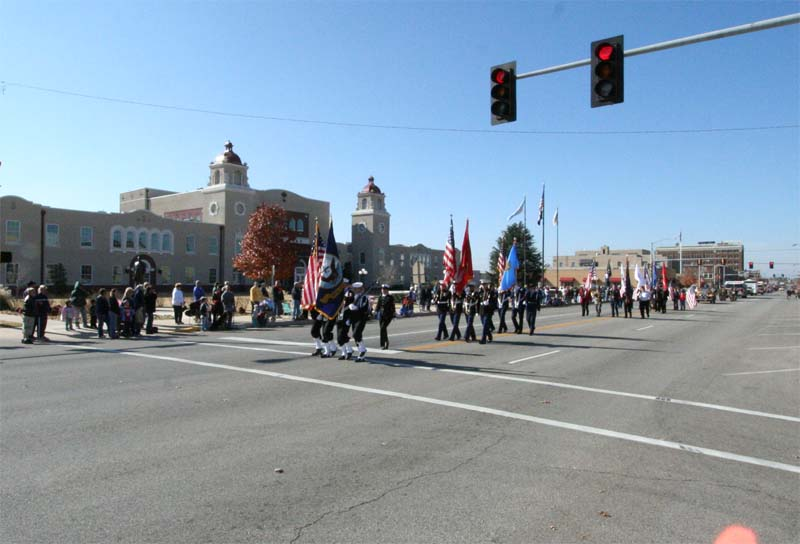
庞卡城

根據2000年人口普查，凱縣的總面積為945平方英里（2,450平方），其中有919平方英里（2,380平方），即97.2%為陸地；26平方英里（67平方），即2.8%為水域。本縣的北部邊界是奧克拉荷馬州與堪薩斯州的疆界。於1975年完工的水庫卡烏湖佔據了本縣大部份的水域面積。

### 重要高速公路
- 35號州際公路
- 60号美国国道
- 77号美国国道
- 177號美國國道（英语：U.S. Route 177）
- 11號奧克拉荷馬州州道（英语：Oklahoma State Highway 11）
- 156號奧克拉荷馬州州道（英语：Oklahoma State Highway 156）

### 毗鄰縣
- 奧克拉荷馬州 欧塞奇县：东方
- 奧克拉荷馬州 诺布尔县：南方
- 奧克拉荷馬州 加菲爾德縣：西南方
- 奧克拉荷馬州 格蘭特縣：西方
- 堪薩斯州 考利縣：北方

## 人口
| 调查年                                | 人口   | 备注 | %±    |
| ------------------------------------- | ------ | ---- | ----- |
| 1900                                  | 22,530 |      | —     |
| 1910                                  | 26,999 |      | 19.8% |
| 1920                                  | 34,907 |      | 29.3% |
| 1930                                  | 50,186 |      | 43.8% |
| 1940                                  | 47,084 |      | −6.2% |
| 1950                                  | 48,892 |      | 3.8%  |
| 1960                                  | 51,042 |      | 4.4%  |
| 1970                                  | 48,791 |      | −4.4% |
| 1980                                  | 49,852 |      | 2.2%  |
| 1990                                  | 48,056 |      | −3.6% |
| 2000                                  | 48,080 |      | 0.0%  |
| 2010                                  | 46,562 |      | −3.2% |
| 2012年估计                            | 45,831 |      | −1.6% |
| 美國十年一度的人口普查 2012年人口估計 |        |      |       |

根據2000年人口普查，凱縣擁有48,080居民、19,157住戶和13,141家庭。其人口密度為每平方英里52居民（每平方公里20居民）。本縣擁有21,804間房屋单位，其密度為每平方英里24間（每平方公里9間）。而人口是由84.16%白人、1.79%黑人、7.53%土著、0.53%亞洲人、0.02%太平洋白民、1.98%其他種族和4%混血构成。而西班牙裔或拉丁美洲人佔了人口4.25%。
在19,157住户中，有31.9%擁有一個或以上的兒童（18歲以下）、54.7%為夫妻、10.2%為單親家庭、31.4%為非家庭、27.9%為獨居、13.1%住戶有同居長者。平均每戶有2.45人，而平均每個家庭則有2.99人。在48,080居民中，有26.4%為18歲以下、8.8%為18至24歲、25%為25至44歲、22.8%為45至65歲以及17%為65歲以上。人口的年齡中位數為38歲，女子對男子的性別比為100：93.7。成年人的性別比則為100：89.9。
本縣的住戶收入中位數為$30,762，而家庭收入中位數則為$38,144。男性的收入中位數為$30,431，而女性的收入中位數則為$19,617，人均收入為$16,643。約12.4%家庭和16%人口在貧窮線以下，包括22.7%兒童（18歲以下）及9.5%長者（65歲以上）。